# Меритокрация
Меритокрация (от латинското merito, „заслужил“, и старогръцката kratos, „власт“) е форма на държавно управление, основаваща се на участие в управлението на способните (заслужилите).
Меритокрацията е система на „равните възможности“, при която хората се доказват чрез своите способности и талант, а не чрез своите богатство, потекло, по-голяма и осезаема привилегированост, както и фактори като социално положение и политическа власт.
Думата „меритокрация“ също често се използва, за да определи типа на обществото, в което богатството, положението и социалният статус се определят чрез доказване на таланта, уменията и интелигентността, било то чрез конкурс или друга демонстрация на идеи и възможности, както и чрез заслужаването на доверие. Задълженията и социалният авторитет трябва да бъдат спечелени, а не наследени или възложени на произволни групи от хора. Меритокрацията се използва, за да охарактеризира и разкритикува конкурентните за нея общества, които могат да приемат големите спадове в доходите, богатството и статуса в населението като предназначение за таланта, неговите качества, компетентност, мотивация и усилия.
Привържениците на меритократичната система смятат, че тази система е по-лесна и по-продуктивна от други системи, а освен това позволява да се сложи край на различията като пол, раса или социалните връзки.